# Condado de Caroline (Maryland)
El condado de Caroline es un condado del estado de Maryland, Estados Unidos. Tiene una población estimada, a mediados de 2021, de 33 386 habitantes.
Su nombre viene de Caroline Eden, esposa del último gobernador colonial de Maryland, Robert Eden (1741-1784).
La sede del condado está en Denton.

## Demografía

### Censo de 2020
Según el censo de 2020, en ese momento había 33 293 habitantes, 12 327 hogares y 6523 familias en el condado. La densidad poblacional era de 36/km² (93/mi²). Había 13 434 viviendas, con una densidad de 16/km².
| Raza                   | Núm.   | Porc.  |
| ---------------------- | ------ | ------ |
| Blancos                | 24 479 | 73.53% |
| Afroamericanos         | 4434   | 13.32% |
| Amerindios             | 146    | 0.44%  |
| Asiáticos              | 350    | 1.05%  |
| Isleños del Pacífico   | 19     | 0.06%  |
| Otras razas            | 1696   | 5.09%  |
| De una mezcla de razas | 2169   | 6.51%  |
| Total                  | 33 293 | 100%   |

Del total de la población, el 8.47% son hispanos o latinos de cualquier raza.

### Censo de 2000
Según el censo de 2000, en ese momento el condado contaba con 29.772 habitantes, 11.097 hogares y 8.156 familias. La densidad poblacional era de 40 hab./km². Había 12.028 viviendas, con una densidad de 15/km² (38/mi²). La composición racial de la población del condado era: 81,69% Blanca, 14,77% Negra o Afroamericana, 0,37% Nativa americana, 0,55% Asiática, 0,02% De las islas del Pacífico, 1,26% de Otros orígenes y 1,34% de dos o más razas. El 2,65% de la población era de origen hispano o latino de cualquier raza.
De los 11.097 hogares, en el 34,80% vivían menores de edad, 54,30% estaban formados por parejas casadas que viven juntas, 13,60% eran llevados por una mujer sin esposo presente y 26,50% no eran familias. El 21,50% de todos los hogares estaban formados por una sola persona y 9,40% incluían a una persona de más de 65 años. El promedio de habitantes por hogar era de 2,64 y el tamaño promedio de las familias era de 3,03 personas.
El 26,80% de la población del condado tenía menos de 18 años, el 7,70% tenía entre 18 y 24 años, el 28,90% tenía entre 25 y 44 años, el 23,10% tenía entre 45 y 64 años y el 13,50% tenía más de 65 años de edad. La mediana de la edad era de 37 años. Por cada 100 mujeres había 95,90 hombres y por cada 100 mujeres de más de 18 años había 91,70 hombres.
Los ingresos medios de los hogares del condado eran de $38.832 y los ingresos medios de las familias eran de $44.825. Los hombres tenían ingresos medios de $31.119 contra los $21.915 que percibían las mujeres. Los ingresos per cápita en el condado eran de $17.275. El 11,70% de la población y el 9,00% de las familias estaban por debajo de la línea de pobreza. De la población total bajo el nivel de pobreza, el 14,5% eran menores de 18 y el 9% eran mayores de 65 años. Con regularidad de clasifica como uno de los condados menos ricos de Maryland.

## Ciudades y municipios
El condado de Caroline tiene 10 municipios según las leyes del estado de Maryland:
1. Denton (desde 1802)
2. Federalsburg (desde 1823)
3. Goldsboro (desde 1906)
4. Greensboro (desde 1826)
5. Henderson (desde 1949)
6. Hillsboro (desde 1853)
7. Marydel (desde 1929)
8. Preston (desde 1892)
9. Ridgely (desde 1896)
10. Templeville (desde 1865) (Este municipio se encuentra en parte también en el Condado Reina Anne.)